# Bariba

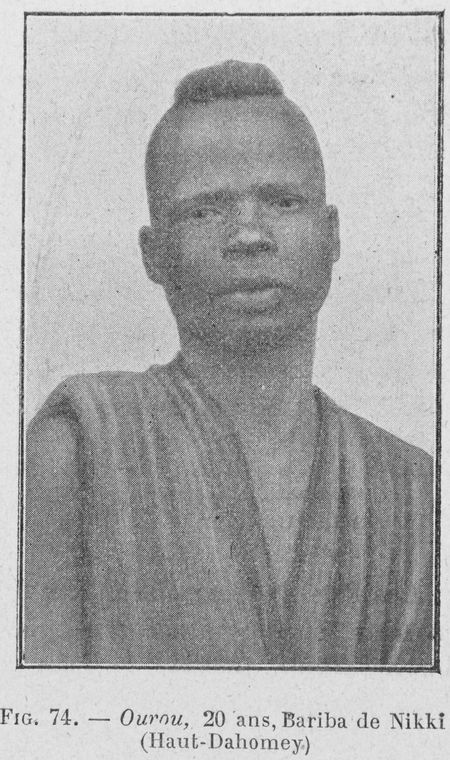
Jongeman behorend tot de Bariba (begin 20e eeuw)

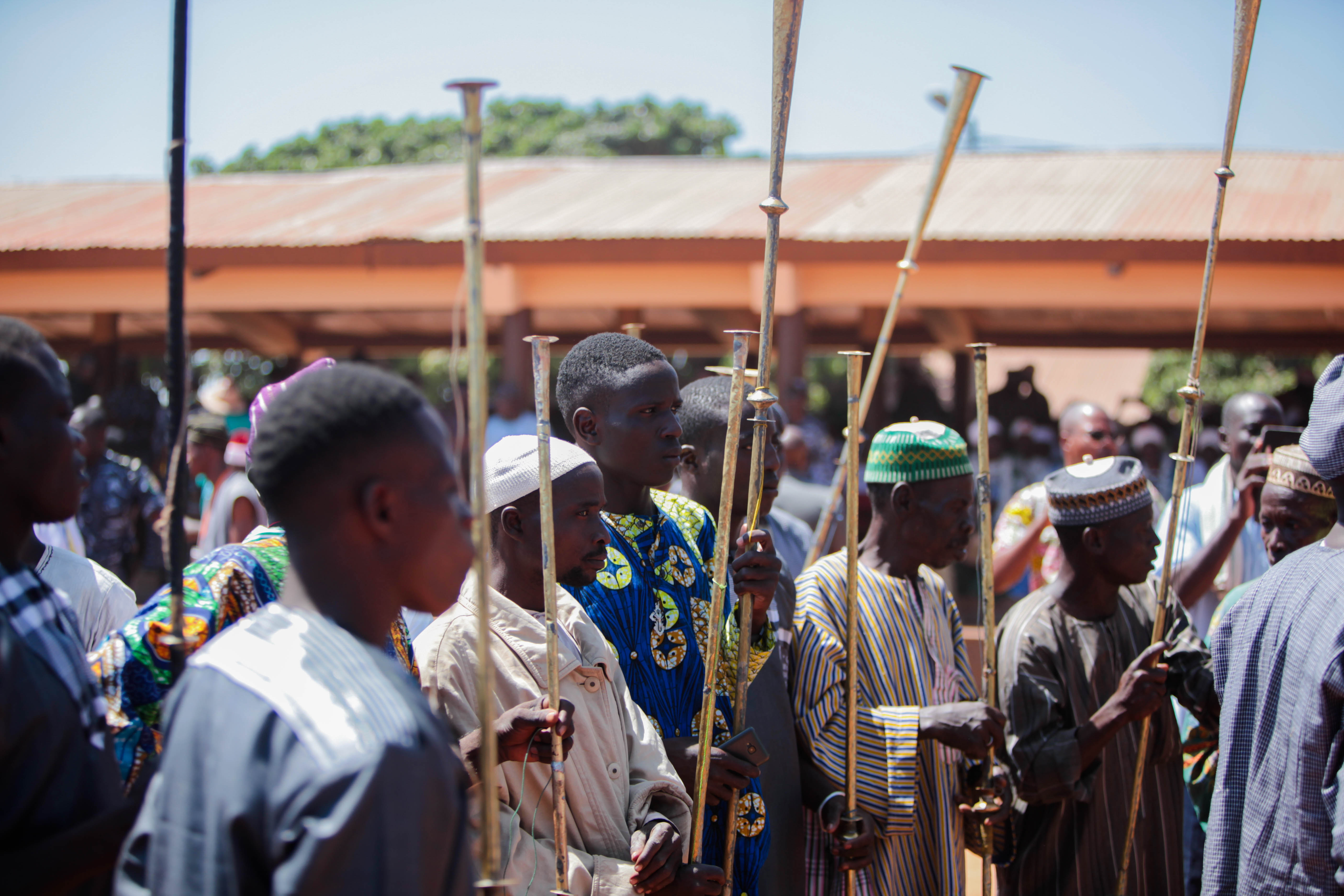
Kankanguis (Gaani).

Het Bariba-volk, eigenlijk Baatombu geheten, woont in het noorden van Benin. Zij vormen de grootste etnische groep in het noorden van Benin. Tot het eind van de 19e eeuw vormde zij een onafhankelijke staat, Borgoe, dat zich uitstrekte over Noord-Benin en een deel van Nigeria. De hoofdstad van dit volk is Nikki maar Parakou, Péhunco, Kouandé en Boussa (Nigeria) zijn ook belangrijke plaatsen. Er leven momenteel meer dan 600.000 Bariba.
De Bariba-maatschappij is een sterk hiërarchisch georganiseerde maatschappij en de belangrijkste koning leeft in Nikki. Elk jaar vieren zij hun Gaani (het feest van de Baatombu) en de Bariba komen hun eer aan hun koning betonen. Dit grote feest gaat gepaard met paardenraces, volkdansen en diverse festiviteiten.